# Упорна
Упорна — станиця в Лабінському районі Краснодарського краю. Центр Упорненського сільського поселення.
Населення 3 307 мешканців (2002).
Станиця на правом березі річки Чамлик, отримала свою назву на честь перемоги у рік створення (1859), Росії над Шамілем в Чечні і Дагестані.